# 121 dB
121 dB (cent vint-i-un decibels) va ser un grup de música nascut a la ciutat de València el 2004, amb un estil indie nord-americà i pop punk, cantat en valencià.
El 2005 graven la seua primera maqueta, "Somnis rebels" i un any més tard el primer EP "Canvis i conseqüències". En aquest temps han estat preseleccionats per al concurs de maquetes "Enganxa't a la Música", finalistes de l'II Tirant de Rock de la Marina, guanyadors del VII Circuit de Música en Valencià organitzat pel Consell de la Joventut de València, del Premi Ovidi Montllor del 2007 al grup revelació i han arribat a semifinals del prestigiós concurs Sona9.
Amb el disc "Equilàter" (GOR Discos, 2007), 121 dB realitza una gira per tota la península Ibèrica i rep crítiques molt positives de revistes musicals com Mondosonoro o Rockzone que el qualificaren com un dels millors discos de l'any, tot i que va passar relativament desconegut entre l'escena musical. El següent treball, "Assaig/Error" (GOR Discos, 2009) s'endinsa en l'ambient urbà de la música de 121 dB. En 2013 van anunciar el seu comiat dels escenaris.

## Discografia
- 2005 - "Somnis rebels" (Maqueta / Autoeditat)
- 2006 - "Canvis i Conseqüències" (EP / Autoeditat)
- 2007 - "Equilàter" (LP / GOR Discos)
- 2009 - "Assaig/Error" (LP / GOR Discos)
- 2013 - "Lesotho" (EP / Autoeditat)